# Regulice Górne
Regulice Górne – nieczynny przystanek kolejowy w Regulicach, w województwie małopolskim, w Polsce. Znajduje się tu 1 peron.